# Goruia
Goruia là một xã thuộc hạt Caraș-Severin, România. Dân số thời điểm năm 2002 là 954 người.